# وزارت دادگستری (لبنان)
وزارت دادگستری لبنان (به عربی: وزارة العدل) یک وزارتخانه در دولت لبنان است که در سال ۱۹۲۰ میلادی تاسیس شد و ساختمان اصلی آن در شهر بیروت قرار دارد. نخستین فعالیت این وزارتخانه اداره دادگستری، دارایی و موقوفات بود که به ریاست مدیر دادگستری اداره می‌شد. تا سال ۱۹۵۹ این وزارتخانه نام فعلی خود را داشت و اهداف آن در سازماندهی و اجرای دستورهای قوه قضاییه لبنان خلاصه می‌شد. هم اکنون وزارت دادگستری شامل اداره کل، دیوان عدالت و دیوان‌های اداری است. اداره کل وزارت دادگستری بخش‌های زیر را شامل می‌شود:
- قانون‌گذاری و مشاوره
- موسسه قضایی
- مدیر کل قضات و امور کارمندان
- دایره اداری
- اداره زندان‌ها
- اداره اصلاح بزهکاران نوجوان
- پزشکی قانونی و خدمات شواهد جنایی
- کمیته پرونده‌ها
- ثبت تجاری
- مرکز اطلاع رسانی قانون

## فهرست وزیران دادگستری[۲]
- آلبرت عزیز سرحان (۲۰۱۹ تاکنون)
- سلیم جان جریصاتی (۲۰۱۶ - ۲۰۱۹)
- اشرف احمد ریفی (۲۰۱۴ - ۲۰۱۶)
- شکیب ودیع قرطباوی (۲۰۱۱ - ۲۰۱۷)
- ابراهیم البیر نجار (۲۰۰۸ - ۲۰۱۱)
- خالد محیی‌الدین قبانی (۲۰۰۵ - ۲۰۰۸)
- شارل الیاس رزق (۲۰۰۵)
- عدنان محمد عضوم (۲۰۰۴ - ۲۰۰۵)
- سمیر عدنان الجسر (۲۰۰۰ - ۲۰۰۴)
- جوزف الیاس شاول (۱۹۹۸ - ۲۰۰۰)
- نصری سلیمان المعلوف (۱۹۹۲ - ۱۹۹۸)
- بهیج بهیج طباره (۱۹۹۲)
- ادمون امین رزق (۱۹۸۹ - ۱۹۹۲)
- لطفی حیدر جابر (۱۹۸۸ - ۱۹۸۹)
- نبیه مصطفی بــرّی (۱۹۸۴ - ۱۹۸۸)
- روجیه نقولا شیخانی (۱۹۸۲ - ۱۹۸۴)
- خاتشیک دیران بابیکیان (۱۹۸۰ - ۱۹۸۲)
- یوسف نجم جبران (۱۹۷۹ - ۱۹۸۰)
- فرید الیاس رافائل (۱۹۷۶ - ۱۹۷۹)
- نورالدین عبدالله الرفاعی (۱۹۷۵ - ۱۹۷۶)
- کاظم اسماعیل الخلیل (۱۹۷۳ - ۱۹۷۵)
- جمیل رشید کبی (۱۹۷۰ - ۱۹۷۳)
- شفیق دیب الوزان (۱۹۶۹ - ۱۹۷۰)
- عادل عبدالله عسیران (۱۹۶۹)
- رشید یوسف بیضون (۱۹۶۸ - ۱۹۶۹)
- سلیمان قبلان فرنجیه (۱۹۶۸)
- مجید توفیق ارسلان (۱۹۶۸)
- فیلیپ حبیب تقلا (۱۹۶۶ - ۱۹۶۸)
- فؤاد اسکندر رزق (۱۹۶۶)
- فؤاد جرجی پترس (۱۹۶۱ - ۱۹۶۶)
- جبران قیصر نحاس (۱۹۶۰ - ۱۹۶۱)
- نسیم میخائیل مجدلانی (۱۹۶۰)
- یوسف حنا السودا (۱۹۵۸ - ۱۹۶۰)
- حسین أحمد العوینی (۱۹۵۸)
- امیل داوود تیان (۱۹۵۷ - ۱۹۵۸)
- سلیم نسیب لحود (۱۹۵۶ - ۱۹۵۷)
- سامی عبدالرحیم الصلح (۱۹۵۶)
- جبرائیل اسعد المرّ (۱۹۵۵ - ۱۹۵۶)
- فؤاد نقولا غصن (۱۹۵۵)
- شارل اسکندر حلو (۱۹۵۴ - ۱۹۵۵)
- محیی‌الدین زکریا النصولی (۱۹۵۴)
- آلفرد جورج نقاش (۱۹۵۴)
- بشیر محمود الاعور (۱۹۵۳ - ۱۹۵۴)
- فؤاد جرجس الخوری (۱۹۵۲ - ۱۹۵۳)
- موسی ملحم مبارک (۱۹۵۲)
- باسیل نجیب طراد (۱۹۵۲)
- بولس حلیم فیاض (۱۹۵۱ - ۱۹۵۲)
- رشید عبد الحمید کرامی (۱۹۵۱)
- ریاض رضا الصلح (۱۹۴۸)
- سلیم حبیب تقلا (۱۹۴۵ - ۱۹۴۸)
- هنری فیلیپ فرعون (۱۹۴۵)
- سعدی محمد المنلا (۱۹۴۵)
- ایوب جرجس تابت (۱۹۴۳)
- حبیب سلیم ابی شهلا (۱۹۴۳)
- فیلیپ نجیب بولس (۱۹۴۱ - ۱۹۴۳)
- خالد نجیب شهاب (۱۹۳۸ - ۱۹۴۱)
- عبدالله عارف الیافی (۱۹۳۸)
- خیرالدین سعید احدب (۱۹۳۷ - ۱۹۳۸)
- سامی خلیل الخوری (۱۹۳۲ - ۱۹۳۷)
- اوغست باشا ابراهیم ادیب (۱۹۳۱ - ۱۹۳۲)
- أحمد مصطفی الحسینی (۱۹۳۰ - ۱۹۳۱)
- بشارة خلیل الخوری (۱۹۲۸ - ۱۹۳۰)
- نجیب ماتیا ابو صوان (۱۹۲۸)
- شکری پترس القرداحی (۱۹۲۷ - ۱۹۲۸)
- نجیب عبد القادر قبانی (۱۹۲۶ - ۱۹۲۷)
- شارل جرجی دباس (۱۹۲۰ - ۱۹۲۶) (نخستین وزیر دادگستری)